# Barrio Techachalco
Barrio Techachalco är en ort i Mexiko.   Den ligger i kommunen Acaxochitlán och delstaten Hidalgo, i den sydöstra delen av landet, 130 km nordost om huvudstaden Mexico City. Barrio Techachalco ligger 2 296 meter över havet och antalet invånare är 552.
Terrängen runt Barrio Techachalco är huvudsakligen kuperad, men åt nordväst är den platt. Runt Barrio Techachalco är det ganska tätbefolkat, med 239 invånare per kvadratkilometer. Närmaste större samhälle är Tulancingo, 17,8 km sydväst om Barrio Techachalco. I omgivningarna runt Barrio Techachalco växer i huvudsak blandskog.